# بتسی راس

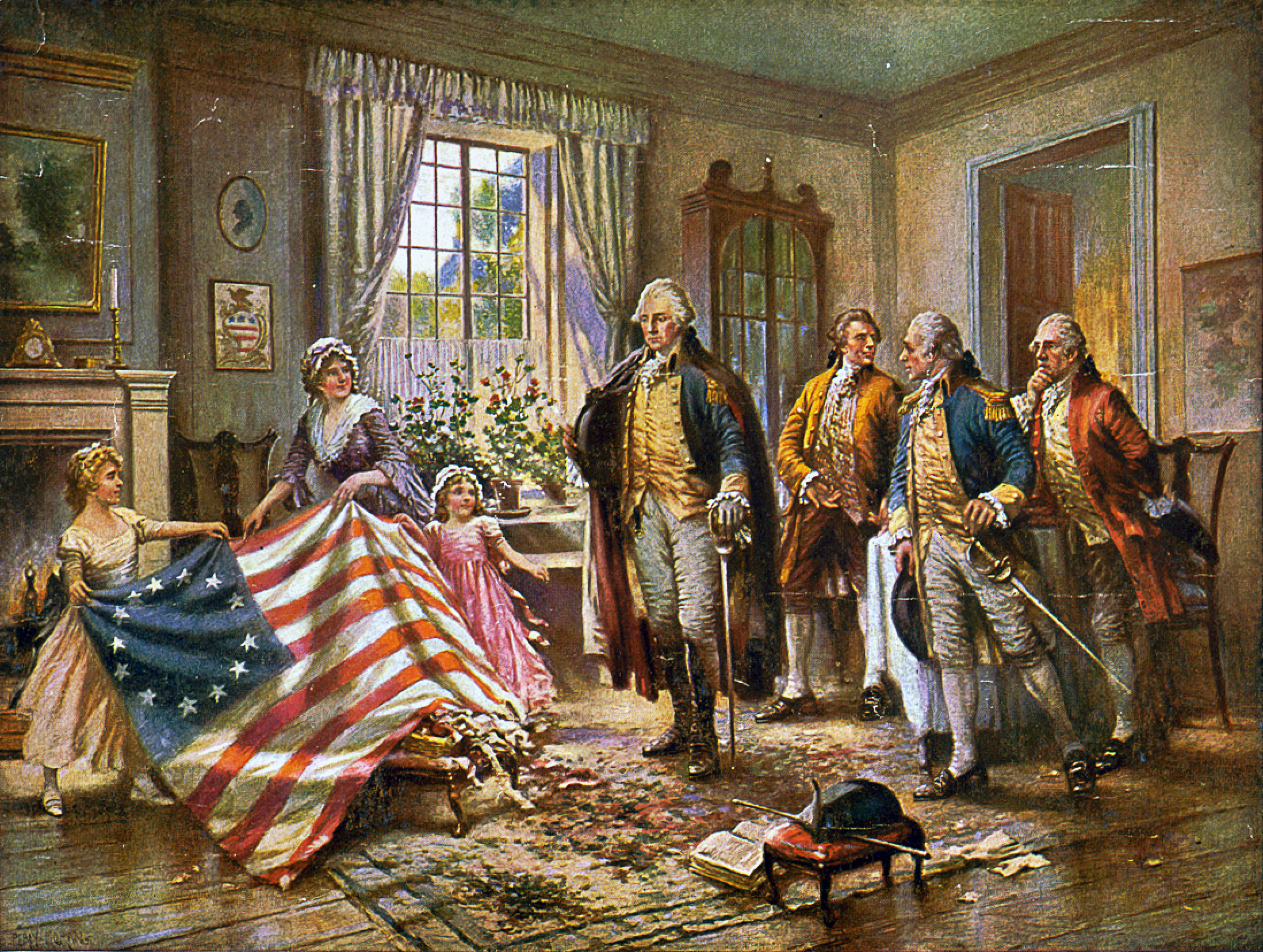
بتسی راس و فرزندانش پرچم دوخته‌شده را به جورج واشینگتن عرضه می‌کنند؛ تابلویی از کتابخانه کنگره آمریکا

بتسی راس(به انگلیسی: Betsy Ross)(زاده ۱ ژانویه ۱۷۵۲- مرگ ۳۰ ژانویه ۱۸۳۶) زنی از شهروندان فیلادلفیای پنسیلوانیا بود. آوازه‌اش از برای ساخت نخستین پرچم ایالات متحده آمریکا بود.

## زندگی‌نامه
نام اصلی او الیزابت گریسکام بود. او درس‌خواندهٔ مدرسهٔ کویکر بود. با پایان بردن تحصیل نزد یک پرده‌دوز به کار پرداخت. ۲۱ ساله که بود با معشوقه‌اش جان راس به نیوجرسی گریخت و با ازدواج با او از جامعهٔ کویکر اخراج شد. این خانواده به کار پرده‌دوزی پرداختند و هیچگاه دارای فرزندی نشدند.
با آغاز انقلاب همسر بتسی به نیروهای انقلابی پیوست و در ۱۷۷۶ کشته‌شد. یک سال پس از آن بتسی با یک ناخدای نیروی دریایی، جوزف اشبرن پیمان زناشویی بست و از او دو صاحب دو فرزند گشت. پس از نبرد جرمنتاون بتسی به پرستاری زخمیان آمریکایی و انگلیسی پرداخت. پس از این زمان‌است که گفته‌شده بتسی پرچم آمریکا را با ستاره‌های پنج‌پر طراحی نمود و به جورج واشینگتن و دیگر رهبران استقلال آمریکا نشان داد. اگرچه دربارهٔ اینکه او نخستین سازندهٔ پرچم بوده‌است یا نه شک و تردیدهایی وجود دارد.